# Lesley Ugochukwu
Lesley Chimuanya Ugochukwu (Rennes, 26 maart 2004) is een Frans voetballer die doorgaans als middenvelder speelt. Hij verruilde Stade Rennais in augustus 2023 voor Chelsea.

## Clubcarrière
Ugochukwu werd in 2012 opgenomen in de jeugdopleiding van Stade Rennais. Hij speelde in het seizoen 2020/21 voor het eerst in het tweede elftal van de club, dat toen uitkwam in de Championnat National 3. In datzelfde seizoen maakte hij ook zijn officiële debuut in het eerste elftal. Hij viel op 25 april 2021 in een competitiewedstrijd tegen Dijon FCO (5–1-winst) in de 89e minuut in voor Steven Nzonzi. Twee weken later kreeg hij een basisplaats tegen Paris Saint-Germain (1–1) en nog eens twee weken later kreeg hij op de slotdag van de Ligue 1 speelminuten tegen Nîmes Olympique (2–0-winst). Ugochukwu mocht in 2021/22 voor het eerst aantreden in de Conference League. Na een voorronde tegen Rosenborg speelde hij in de poulefase tegen Vitesse, Tottenham Hotspur en Mura. 
Ugochukwu speelde in drie jaar 60 officiële wedstrijden voor Rennais. Hij tekende in augustus 2023 vervolgens voor zeven jaar bij Chelsea. Dat betaalde circa 27,7 miljoen euro voor hem aan Rennais.

## Clubstatistieken
| Seizoen | Club          | Competitie | Competitie | Competitie | Beker | Beker | Internationaal | Internationaal | Totaal | Totaal |
| Seizoen | Club          | Competitie | Wed.       | Dlp.       | Wed.  | Dlp.  | Wed.           | Dlp.           | Wed.   | Dlp.   |
| ------- | ------------- | ---------- | ---------- | ---------- | ----- | ----- | -------------- | -------------- | ------ | ------ |
| 2020/21 | Stade Rennais | Ligue 1    | 3          | 0          | 0     | 0     | 0              | 0              | 3      | 0      |
| 2021/22 | Stade Rennais | Ligue 1    | 18         | 1          | 0     | 0     | 4              | 0              | 22     | 1      |
| 2022/23 | Stade Rennais | Ligue 1    | 26         | 0          | 2     | 0     | 7              | 0              | 35     | 0      |
| Totaal  | Totaal        | Totaal     | 47         | 1          | 2     | 0     | 11             | 0              | 60     | 1      |

Bijgewerkt t/m 30 juli 2023

## Interlandcarrière
Ugochukwu maakte deel uit van verschillende Franse nationale jeugdselecties vanaf Frankrijk –18.
1 Sánchez ·
2 Disasi ·
3 Cucurella ·
4 Adarabioyo ·
5 Badiashile ·
6 Colwill ·
7 Neto ·
8 Fernández ·
10 Moedryk ·
11 Madueke ·
12 Jörgensen ·
13 Bettinelli ·
14 Félix ·
15 Jackson ·
17 Chukwuemeka ·
18 Nkunku ·
19 Sancho ·
20 Palmer ·
21 Chilwell ·
22 Dewsbury-Hall ·
24 James  ·
25 Caicedo ·
27 Gusto ·
29 W. Fofana ·
31 Casadei ·
38 Guiu ·
40 Veiga ·
45 Lavia ·
47 Bergström ·
Coach: Maresca